# Thelwyn Bateman
Thelwyn Bateman (* 28. Dezember 1944) ist eine ehemalige britische Mittel- und Langstreckenläuferin.
Zu Beginn ihrer Karriere war sie Sprinterin. Bei den British Empire and Commonwealth Games 1966 in Kingston schied sie über 100 Yards, 220 Yards und 440 Yards im Vorlauf aus und wurde mit der walisischen 4-mal-110-Yards-Stafette Fünfte.
1969 schied sie bei den Leichtathletik-Europameisterschaften in Athen über 1500 m und 1970 bei den British Commonwealth Games in Edinburgh über 800 m im Vorlauf aus.
Bei den Crosslauf-Weltmeisterschaften nahm sie dreimal für Wales und einmal für England (1976) teil mit folgenden Platzierungen:
- 1973 in Waregem: 48
- 1975 in Rabat: 34
- 1976 in Chepstow: 32
- 1982 in Rom: 74

1980 und 1981 wurde sie Englische Hallenmeisterin über 3000 m. Fünfmal wurde sie Walisische Meisterin im Crosslauf (1968–1970, 1973, 1982), viermal über 800 m bzw. 880 Yards (1968–1970, 1972) und einmal über 400 m (1971).

## Persönliche Bestzeiten
- 100 Yards: 11,1 s, 1964
- 100 m: 12,1 s, 1964
- 200 m: 24,6 s, 1965
- 400 m: 55,8 s, 1966
- 800 m: 2:04,4 min, 25. Juli 1971, London
- 1500 m: 4:18,26 min, 16. August 1980, London
- 3000 m: 9:18,62 min, 18. August 1978, London